# Spilarctia subcarnea
Spilarctia subcarnea là một loài bướm đêm thuộc phân họ Arctiinae, họ Erebidae.